# والاس إل. دبليو. سارجنت
والاس إل. دبليو. سارجنت (بالإنجليزية: Wallace L. W. Sargent)‏ هو عالم فلك وأستاذ جامعي أمريكي، ولد في 15 فبراير 1935 في Elsham, Lincolnshire ‏ في المملكة المتحدة، وتوفي في 29 أكتوبر 2012 في باسادينا في الولايات المتحدة.

## وصلات خارجية
- الموقع الرسمي
- والاس إل. دبليو. سارجنت على موقع إن إن دي بي (الإنجليزية)